# Sonia Williams
Sonia Olivia Williams (Saint John's, 28 maggio 1979) è una velocista antiguo-barbudana.

## Biografia
Ha iniziato a gareggiare negli Stati Uniti, ottenendo buoni risultati universitari.
Nel 1996 è stata la prima atleta donna antiguo-barbudana a gareggiare ai Giochi olimpici, nelle staffette 4×100 m e 4×400 m. Sempre gareggiando nelle due specialità ha partecipato ai Giochi del Commonwealth. Oltre a lei nel team di Antigua e Barbuda è presente anche la più esperta Heather Samuel, nata nel 1970 e sei volte campionessa NCAA.
Nel 1998 è arrivata in semifinale nei 100 m piani ai Giochi del Commonwealth, nell'edizione di Kuala Lumpur in Malaysia, diventando così la prima atleta antiguo-barbudana capace di raggiungere una semifinale in una gara internazionale dei 100 m. Dopo aver saltato l'edizione del 2002 a Manchester ha partecipato a Melbourne nel 2006, arrivando nuovamente in semifinale sui 100 m.

## Palmarès
| Anno | Manifestazione          | Sede           | Evento      | Risultato        | Prestazione | Note |
| ---- | ----------------------- | -------------- | ----------- | ---------------- | ----------- | ---- |
| 1996 | Giochi olimpici         | Atlanta        | 4×100 m     | Batteria         | dnf         |      |
| 1996 | Giochi olimpici         | Atlanta        | 4×400 m     | Batteria         | 3'44"98     |      |
| 1998 | Mondiali juniores       | Annecy         | 100 m piani | Semifinale       | 11"70       |      |
| 1998 | Mondiali juniores       | Annecy         | 200 m piani | Quarti di finale | 24"79       |      |
| 1998 | Giochi del Commonwealth | Kuala Lumpur   | 100 m piani | Semifinale       | 11"82       |      |
| 2006 | Giochi del Commonwealth | Melbourne      | 100 m piani | Semifinale       | 12"05       |      |
| 2007 | Giochi panamericani     | Rio de Janeiro | 100 m piani | Batteria         | 11"89       |      |
| 2008 | Campionati CAC          | Cali           | 100 m piani | Batteria         | 11"84       |      |
| 2008 | Giochi olimpici         | Pechino        | 100 m piani | Batteria         | 12"04       |      |